# Formica lutea
Formica lutea är en myrart som beskrevs av Dumeril 1860. Formica lutea ingår i släktet Formica och familjen myror. Inga underarter finns listade i Catalogue of Life.